# Kattjärnen (Hede socken, Härjedalen, 693738-136376)
Kattjärnen är en sjö i Härjedalens kommun i Härjedalen och ingår i Ljusnans huvudavrinningsområde.